# EPrix van Londen 2021
De ePrix van Londen 2021 werd gehouden over twee races op 24 en 25 juli 2021 op het ExCeL London Circuit. Dit waren de twaalfde en dertiende races van het zevende Formule E-seizoen.
De eerste race werd gewonnen door Andretti-coureur Jake Dennis, die in zijn eerste Formule E-seizoen zijn tweede zege behaalde. Nyck de Vries werd voor Mercedes tweede, terwijl Mahindra-rijder Alex Lynn vanaf pole position als derde eindigde.
De tweede race werd oorspronkelijk gewonnen door Lucas di Grassi, maar hij werd gediskwalificeerd omdat hij een drive through penalty niet had ingelost. Deze straf kreeg hij omdat hij tijdens een safetycarfase door de pitstraat reed zonder daadwerkelijk te stoppen en hiermee de leiding in de race overnam. Hierdoor ging de zege naar Alex Lynn, die zijn eerste Formule E-zege behaalde. Nyck de Vries werd opnieuw tweede en nam hierdoor de leiding in het kampioenschap over, terwijl Jaguar-rijder Mitch Evans als derde eindigde.

## Race 1

### Kwalificatie
| Pos                 | No | Coureur                | Team             | Q1        | Q2       | Grid |
| ------------------- | -- | ---------------------- | ---------------- | --------- | -------- | ---- |
| 1                   | 94 | Alex Lynn              | Mahindra         | 1:23.921  | 1:23.245 | 1    |
| 2                   | 27 | Jake Dennis            | Andretti-BMW     | 1:24.032  | 1:23.544 | 2    |
| 3                   | 23 | Sébastien Buemi        | e.dams-Nissan    | 1:24.124  | 1:23.627 | 3    |
| 4                   | 7  | Sérgio Sette Câmara    | Dragon-Penske    | 1:24.199  | 1:23.758 | 4    |
| 5                   | 36 | André Lotterer         | Porsche          | 1:23.900  | 1:23.863 | 5    |
| 6                   | 71 | Norman Nato            | Venturi-Mercedes | 1:24.329  | 1:23.912 | 6    |
| 7                   | 11 | Lucas di Grassi        | Audi             | 1:24.564  |          | 7    |
| 8                   | 29 | Alexander Sims         | Mahindra         | 1:24.584  |          | 8    |
| 9                   | 17 | Nyck de Vries          | Mercedes         | 1:24.644  |          | 9    |
| 10                  | 6  | Joel Eriksson          | Dragon-Penske    | 1:24.695  |          | 10   |
| 11                  | 20 | Mitch Evans            | Jaguar           | 1:24.820  |          | 11   |
| 12                  | 99 | Pascal Wehrlein        | Porsche          | 1:24.847  |          | 12   |
| 13                  | 33 | René Rast              | Audi             | 1:24.913  |          | 13   |
| 14                  | 5  | Stoffel Vandoorne      | Mercedes         | 1:25.101  |          | 14   |
| 15                  | 88 | Tom Blomqvist          | NIO              | 1:25.104  |          | 15   |
| 16                  | 48 | Edoardo Mortara        | Venturi-Mercedes | 1:25.198  |          | 16   |
| 17                  | 13 | António Félix da Costa | Techeetah-DS     | 1:25.279  |          | 17   |
| 18                  | 10 | Sam Bird               | Jaguar           | 1:25.366  |          | 18   |
| 19                  | 8  | Oliver Turvey          | NIO              | 1:25.398  |          | 19   |
| 20                  | 37 | Nick Cassidy           | Virgin-Audi      | 1:25.911  |          | 20   |
| 21                  | 22 | Oliver Rowland         | e.dams-Nissan    | 1:25.932  |          | 21   |
| 22                  | 4  | Robin Frijns           | Virgin-Audi      | 1:26.009  |          | 22   |
| 23                  | 25 | Jean-Éric Vergne       | Techeetah-DS     | 1:26.168  |          | 23   |
| 110%-tijd: 1:32.290 |    |                        |                  |           |          |      |
| 24                  | 28 | Maximilian Günther     | Andretti-BMW     | geen tijd |          | 24   |

### Race
| Pos | No | Coureur                | Team                      | Rondes | Tijd/Oorzaak uitval | Grid | Punten |
| --- | -- | ---------------------- | ------------------------- | ------ | ------------------- | ---- | ------ |
| 1   | 27 | Jake Dennis            | Andretti-BMW              | 33     | 46:50.048           | 2    | 25     |
| 2   | 17 | Nyck de Vries          | Mercedes                  | 33     | +5.341              | 9    | 18     |
| 3   | 94 | Alex Lynn              | Mahindra                  | 33     | +6.946              | 1    | 18     |
| 4   | 36 | André Lotterer         | Porsche                   | 33     | +10.699             | 5    | 13     |
| 5   | 33 | René Rast              | Audi Sport ABT Schaeffler | 33     | +11.427             | 13   | 11     |
| 6   | 11 | Lucas di Grassi        | Audi                      | 33     | +12.233             | 7    | 8      |
| 7   | 5  | Stoffel Vandoorne      | Mercedes                  | 33     | +17.381             | 14   | 6      |
| 8   | 13 | António Félix da Costa | Techeetah-DS              | 33     | +18.457             | 17   | 4      |
| 9   | 48 | Edoardo Mortara        | Venturi-Mercedes          | 33     | +30.724             | 16   | 2      |
| 10  | 99 | Pascal Wehrlein        | Porsche                   | 33     | +38.240             | 12   | 1      |
| 11  | 37 | Nick Cassidy           | Virgin-Audi               | 33     | +43.475             | 20   |        |
| 12  | 25 | Jean-Éric Vergne       | Techeetah-DS              | 33     | +48.025             | 23   |        |
| 13  | 4  | Robin Frijns           | Virgin-Audi               | 33     | +51.037             | 22   |        |
| 14  | 20 | Mitch Evans            | Jaguar                    | 33     | +57.579             | 11   |        |
| 15  | 8  | Oliver Turvey          | NIO                       | 33     | +58.624             | 19   |        |
| 16  | 6  | Joel Eriksson          | Dragon-Penske             | 33     | +59.945             | 10   |        |
| 17  | 7  | Sérgio Sette Câmara    | Dragon-Penske             | 33     | +1:00.436           | 4    |        |
| 18  | 28 | Maximilian Günther     | Andretti-BMW              | 33     | +1:05.105           | 24   |        |
| DNF | 71 | Norman Nato            | Venturi-Mercedes          | 33     | Energie             | 6    |        |
| DNF | 88 | Tom Blomqvist          | NIO                       | 25     | Schade ongeluk      | 15   |        |
| DNF | 10 | Sam Bird               | Jaguar                    | 1      | Schade ongeluk      | 18   |        |
| DNF | 29 | Alexander Sims         | Mahindra                  | 0      | Ongeluk             | 8    |        |
| DSQ | 23 | Sébastien Buemi        | e.dams-Nissan             | 33     | Gediskwalificeerd   | 3    |        |
| DSQ | 22 | Oliver Rowland         | e.dams-Nissan             | 33     | Gediskwalificeerd   | 21   |        |

## Race 2

### Kwalificatie
| Pos                 | No | Coureur                | Team             | Q1       | Q2       | Grid |
| ------------------- | -- | ---------------------- | ---------------- | -------- | -------- | ---- |
| 1                   | 5  | Stoffel Vandoorne      | Mercedes         | 1:20.459 | 1:20.181 | 1    |
| 2                   | 22 | Oliver Rowland         | e.dams-Nissan    | 1:20.483 | 1:20.222 | 2    |
| 3                   | 94 | Alex Lynn              | Mahindra         | 1:20.319 | 1:20.248 | 3    |
| 4                   | 17 | Nyck de Vries          | Mercedes         | 1:20.511 | 1:20.353 | 4    |
| 5                   | 20 | Mitch Evans            | Jaguar           | 1:20.321 | 1:20.376 | 5    |
| 6                   | 28 | Maximilian Günther     | Andretti-BMW     | 1:20.504 | 1:20.398 | 6    |
| 7                   | 99 | Pascal Wehrlein        | Porsche          | 1:20.569 |          | 7    |
| 8                   | 4  | Robin Frijns           | Virgin-Audi      | 1:20.620 |          | 8    |
| 9                   | 7  | Sérgio Sette Câmara    | Dragon-Penske    | 1:20.641 |          | 9    |
| 10                  | 11 | Lucas di Grassi        | Audi             | 1:20.750 |          | 10   |
| 11                  | 23 | Sébastien Buemi        | e.dams-Nissan    | 1:20.812 |          | 11   |
| 12                  | 33 | René Rast              | Audi             | 1:20.924 |          | 12   |
| 13                  | 71 | Norman Nato            | Venturi-Mercedes | 1:20.977 |          | 13   |
| 14                  | 88 | Tom Blomqvist          | NIO              | 1:20.988 |          | 14   |
| 15                  | 6  | Joel Eriksson          | Dragon-Penske    | 1:21.010 |          | 15   |
| 16                  | 36 | André Lotterer         | Porsche          | 1:21.038 |          | 16   |
| 17                  | 27 | Jake Dennis            | Andretti-BMW     | 1:21.042 |          | 17   |
| 18                  | 37 | Nick Cassidy           | Virgin-Audi      | 1:21.043 |          | 18   |
| 19                  | 29 | Alexander Sims         | Mahindra         | 1:21.064 |          | 19   |
| 20                  | 48 | Edoardo Mortara        | Venturi-Mercedes | 1:21.080 |          | 20   |
| 21                  | 10 | Sam Bird               | Jaguar           | 1:21.108 |          | 21   |
| 22                  | 13 | António Félix da Costa | Techeetah-DS     | 1:21.195 |          | 22   |
| 23                  | 25 | Jean-Éric Vergne       | Techeetah-DS     | 1:21.244 |          | 23   |
| 24                  | 8  | Oliver Turvey          | NIO              | 1:21.847 |          | 24   |
| 110%-tijd: 1:28.350 |    |                        |                  |          |          |      |

### Race
| Pos | No | Coureur                | Team                      | Rondes | Tijd/Oorzaak uitval | Grid | Punten |
| --- | -- | ---------------------- | ------------------------- | ------ | ------------------- | ---- | ------ |
| 1   | 94 | Alex Lynn              | Mahindra                  | 30     | 46:29.532           | 3    | 28     |
| 2   | 17 | Nyck de Vries          | Mercedes                  | 30     | +0.599              | 4    | 18     |
| 3   | 20 | Mitch Evans            | Jaguar                    | 30     | +6.257              | 5    | 15     |
| 4   | 4  | Robin Frijns           | Virgin-Audi               | 30     | +6.682              | 8    | 13     |
| 5   | 99 | Pascal Wehrlein        | Porsche                   | 30     | +9.212              | 7    | 10     |
| 6   | 28 | Maximilian Günther     | Andretti-BMW              | 30     | +10.637             | 6    | 8      |
| 7   | 37 | Nick Cassidy           | Virgin-Audi               | 30     | +12.685             | 18   | 6      |
| 8   | 7  | Sérgio Sette Câmara    | Dragon-Penske             | 30     | +19.237             | 9    | 4      |
| 9   | 27 | Jake Dennis            | Andretti-BMW              | 30     | +24.914             | 17   | 2      |
| 10  | 6  | Joel Eriksson          | Dragon-Penske             | 30     | +27.920             | 15   | 1      |
| 11  | 48 | Edoardo Mortara        | Venturi-Mercedes          | 30     | +29.083             | 20   |        |
| 12  | 25 | Jean-Éric Vergne       | Techeetah-DS              | 30     | +29.915             | 23   |        |
| 13  | 23 | Sébastien Buemi        | e.dams-Nissan             | 30     | +30.291             | 6    |        |
| 14  | 8  | Oliver Turvey          | NIO                       | 30     | +31.364             | 24   |        |
| 15  | 5  | Stoffel Vandoorne      | Mercedes                  | 30     | +33.623             | 1    | 3      |
| 16  | 29 | Alexander Sims         | Mahindra                  | 30     | +34.336             | 19   |        |
| 17  | 36 | André Lotterer         | Porsche                   | 30     | +35.204             | 16   |        |
| 18  | 22 | Oliver Rowland         | e.dams-Nissan             | 30     | +42.269             | 2    |        |
| 19  | 88 | Tom Blomqvist          | NIO                       | 29     | +1 ronde            | 14   |        |
| DNF | 71 | Norman Nato            | Venturi-Mercedes          | 27     | Ongeluk             | 13   |        |
| DNF | 10 | Sam Bird               | Jaguar                    | 27     | Ongeluk             | 21   |        |
| DNF | 13 | António Félix da Costa | Techeetah-DS              | 10     | Ongeluk             | 22   |        |
| DNF | 33 | René Rast              | Audi Sport ABT Schaeffler | 5      | Ongeluk             | 12   |        |
| DSQ | 11 | Lucas di Grassi        | Audi                      | 30     | Gediskwalificeerd   | 10   |        |

## Tussenstanden wereldkampioenschap

### Coureurs
| Positie | No. | Rijder                 | Team             | Punten |
| ------- | --- | ---------------------- | ---------------- | ------ |
| 01      | 17  | Nyck de Vries          | Mercedes         | 95     |
| 02      | 4   | Robin Frijns           | Virgin-Audi      | 89     |
| 03      | 10  | Sam Bird               | Jaguar           | 81     |
| 04      | 27  | Jake Dennis            | Andretti-BMW     | 81     |
| 05      | 13  | António Félix da Costa | Techeetah-DS     | 80     |
| 06      | 94  | Alex Lynn              | Mahindra         | 78     |
| 07      | 37  | Nick Cassidy           | Virgin-Audi      | 76     |
| 08      | 20  | Mitch Evans            | Jaguar           | 75     |
| 09      | 48  | Edoardo Mortara        | Venturi-Mercedes | 74     |
| 10      | 33  | René Rast              | Audi             | 72     |

### Constructeurs
| Positie | Team             | Punten |
| ------- | ---------------- | ------ |
| 01      | Virgin-Audi      | 165    |
| 02      | Mercedes         | 158    |
| 03      | Jaguar           | 156    |
| 04      | Techeetah-DS     | 148    |
| 05      | Andretti-BMW     | 143    |
| 06      | Audi             | 134    |
| 07      | Mahindra         | 122    |
| 08      | Porsche          | 116    |
| 09      | Venturi-Mercedes | 91     |
| 10      | e.dams-Nissan    | 79     |